# Fathi Bashagha
Fathi Ali Abdul Salam Bashagha (em árabe: فتحي علي عبد السلام باشآغا; nascido em 20 de agosto de 1962), conhecido simplesmente como "Fathi Bashagha" ou ocasionalmente Fathi Ali Pasha, é um político líbio e ex-primeiro-ministro interino do Governo de Estabilidade Nacional. Foi Ministro do Interior de 2018 a 2021.
Em 10 de fevereiro de 2022, Bashagha foi selecionado como primeiro-ministro designado pela Câmara dos Representantes da Líbia, com sede no leste. No entanto, o primeiro-ministro do Governo de Unidade Nacional, Abdul Hamid Dbeibeh, rejeitou a nomeação de Bashagha como primeiro-ministro, afirmando que só entregará o poder após uma eleição nacional. Khalifa Haftar e o seu Exército Nacional Líbio saudaram a nomeação de Bashagha.
Em 16 de maio de 2023, o parlamento líbio baseado no leste suspendeu Bashagha e atribuiu as suas funções ao ministro das finanças, Osama Hamada.